# Кубок СРСР з футболу 1957
Кубок СРСР з футболу 1957 — 17-й розіграш кубкового футбольного турніру в СРСР. Володарем Кубка вдруге став московський «Локомотив».

## Зональний етап

### Зона 1
Перший раунд
| Команда 1            | Рахунок | Команда 2            |
| -------------------- | ------- | -------------------- |
| Торпедо (Сталінград) | 3 – 1   | Авангард (Харків)    |
| Торпедо (Таганрог)   | 3 – 1   | Авангард (Ленінград) |

Півфінали
| Команда 1                    | Рахунок  | Команда 2                       |
| ---------------------------- | -------- | ------------------------------- |
| Торпедо (Ростов на Дону)     | 2 – 1    | Локомотив (Саратов)             |
| Трудові резерви (Ставрополь) | 1 – 3    | БОФ (Севастополь)               |
| Металург (Запоріжжя)         | 7 – 0    | Хімік (Ярославль)               |
| Шахтар (Кадіївка)            | 3 – 2 дч | Нафтовик (Краснодар)            |
| Червоний прапор (Іваново)    | 2 – 0    | Буревісник (Ленінград)          |
| Торпедо (Горький)            | 4 – 1    | Нафтовик (Грозний)              |
| Торпедо (Сталінград)         | 0 – 2    | Торпедо (Таганрог)              |
| Команда м. Воронежа          | 6 – 1    | Трудові резерви (Ворошиловград) |

Фінали
| Команда 1                 | Рахунок  | Команда 2                |
| ------------------------- | -------- | ------------------------ |
| Червоний прапор (Іваново) | 3 – 1    | Торпедо (Ростов на Дону) |
| Шахтар (Кадіївка)         | 2 – 1 дч | БОФ (Севастополь)        |
| Металург (Запоріжжя)      | 3 – 1    | Команда м. Воронежа      |
| Торпедо (Горький)         | 2 – 0    | Торпедо (Таганрог)       |

### Зона 2
Перший раунд
| Команда 1                  | Рахунок | Команда 2         |
| -------------------------- | ------- | ----------------- |
| Авангард (Миколаїв)        | 2 – 0   | Спартак (Вільнюс) |
| Металург (Дніпропетровськ) | 3 – 0   | Спартак (Ужгород) |

Півфінали
| Команда 1                   | Рахунок  | Команда 2                |
| --------------------------- | -------- | ------------------------ |
| Шахтар (Мосбас)             | 0 – 2    | Спартак (Станіслав)      |
| Трудові резерви (Ленінград) | 3 – 0    | Хімік (Дніпродзержинськ) |
| Харчовик (Калінінград)      | 1 – 0 дч | Урожай (Мінськ)          |
| СКВО (Львів)                | 2 – 0    | Харчовик (Одеса)         |
| Колгоспник (Полтава)        | 2 – 1    | СКВО (Київ)              |
| Динамо (Таллінн)            | 2 – 1    | Команда м. Ступіно       |
| Даугава (Рига)              | 0 – 3    | Авангард (Сормово)       |
| Металург (Дніпропетровськ)  | 2 – 1    | Авангард (Миколаїв)      |

Фінали
| Команда 1                  | Рахунок | Команда 2                   |
| -------------------------- | ------- | --------------------------- |
| Харчовик (Калінінград)     | 1 – 4   | Спартак (Станіслав)         |
| Динамо (Таллінн)           | 1 – 0   | Трудові резерви (Ленінград) |
| СКВО (Львів)               | 1 – 0   | Колгоспник (Полтава)        |
| Металург (Дніпропетровськ) | 2 – 4   | Авангард (Сормово)          |

### Зона 3
Перший раунд
| Команда 1              | Рахунок | Команда 2              |
| ---------------------- | ------- | ---------------------- |
| ОСК (Тбілісі)          | 3 – 2   | Спартак (Єреван)       |
| Зеніт (Іжевськ)        | 2 – 0   | Колхозчі (Ашхабад)     |
| Урожай (Сталінабад)    | 0 – 3   | Локомотив (Кутаїсі)    |
| Команда м. Молотова    | 2 – 4   | Кайрат (Алма-Ата)      |
| Локомотив (Челябінськ) | 2 – 0   | Спартак (Фрунзе)       |
| Нафтовик (Уфа)         | 1 – 2   | Авангард (Свердловськ) |
| Динамо (Кіров)         | 2 – 1   | Нафтовик (Баку)        |
| ОСК (Свердловськ)      | 2 – 0   | Пахтакор (Ташкент)     |

Півфінали
| Команда 1              | Рахунок  | Команда 2           |
| ---------------------- | -------- | ------------------- |
| ОСК (Свердловськ)      | 2 – 1    | Динамо (Кіров)      |
| Кайрат (Алма-Ата)      | 1 – 0 дч | ОСК (Тбілісі)       |
| Авангард (Свердловськ) | 3 – 1 дч | Зеніт (Іжевськ)     |
| Локомотив (Челябінськ) | 1 – 0    | Локомотив (Кутаїсі) |

Фінали
| Команда 1              | Рахунок  | Команда 2              |
| ---------------------- | -------- | ---------------------- |
| Локомотив (Челябінськ) | 2 – 4 дч | Кайрат (Алма-Ата)      |
| ОСК (Свердловськ)      | 3 – 1    | Авангард (Свердловськ) |

### Зона 4
Перший раунд
| Команда 1        | Рахунок | Команда 2           |
| ---------------- | ------- | ------------------- |
| ОСК (Хабаровськ) | [ 4 ]   | Буревісник (Томськ) |
| ОСК (Чита)       | 3 – 0   | Урожай (Барнаул)    |

Півфінали
| Команда 1                 | Рахунок  | Команда 2             |
| ------------------------- | -------- | --------------------- |
| Динамо (Владивосток)      | 1 – 0    | ОСК (Хабаровськ)      |
| Сибсільмаш (Новосибірськ) | 1 – 2    | Шахтар (Кемерово)     |
| Енергія (Іркутськ)        | 2 – 3 дч | Червона Зірка (Омськ) |
| ОСК (Чита)                | 0 – 2    | Металург (Сталінськ)  |

Фінали
| Команда 1            | Рахунок | Команда 2             |
| -------------------- | ------- | --------------------- |
| Металург (Сталінськ) | 2 – 0   | Червона Зірка (Омськ) |
| Шахтар (Кемерово)    | 1 – 0   | Динамо (Владивосток)  |

## Фінальний турнір

### Перший раунд
| Команда 1                 | Рахунок | Команда 2            |
| ------------------------- | ------- | -------------------- |
| ОСК (Свердловськ)         | 0 – 2   | Локомотив (Москва)   |
| Шахтар (Кемерово)         | 1 – 6   | Зеніт (Ленінград)    |
| Авангард (Сормово)        | 4 – 2   | Буревісник (Кишинів) |
| Червоний прапор (Іваново) | 0 – 2   | Торпедо (Москва)     |
| Шахтар (Кадіївка)         | 0 – 5   | Динамо (Тбілісі)     |
| Кайрат (Алма-Ата)         | 1 – 2   | Динамо (Київ)        |
| Металург (Запоріжжя)      | 0 – 4   | Динамо (Москва)      |
| Динамо (Таллінн)          | 1 – 2   | Спартак (Мінськ)     |

### 1/8 фіналу
| Команда 1            | Рахунок  | Команда 2            |
| -------------------- | -------- | -------------------- |
| СКВО (Львів)         | 1 – 2    | Спартак (Москва)     |
| Спартак (Станіслав)  | 1 – 0    | Крила Рад (Куйбишев) |
| Торпедо (Горький)    | 2 – 5    | Шахтар (Сталіне)     |
| Спартак (Мінськ)     | 0 – 2 дч | Авангард (Сормово)   |
| Локомотив (Москва)   | 3 – 1    | Динамо (Київ)        |
| Зеніт (Ленінград)    | 1 – 3    | Торпедо (Москва)     |
| Металург (Сталінськ) | 0 – 6    | ЦСК МО (Москва)      |
| Динамо (Тбілісі)     | 2 – 1    | Динамо (Москва)      |

### 1/4 фіналу
| Команда 1          | Рахунок | Команда 2           |
| ------------------ | ------- | ------------------- |
| Спартак (Москва)   | 4 – 2   | Спартак (Станіслав) |
| Локомотив (Москва) | 5 – 2   | Авангард (Сормово)  |
| Шахтар (Сталіне)   | 0 – 1   | ЦСК МО (Москва)     |
| Торпедо (Москва)   | 6 – 1   | Динамо (Тбілісі)    |

### Півфінали
| Команда 1          | Рахунок | Команда 2        |
| ------------------ | ------- | ---------------- |
| Локомотив (Москва) | 1 – 0   | ЦСК МО (Москва)  |
| Спартак (Москва)   | 1 – 0   | Торпедо (Москва) |

### Фінал
| 26 жовтня 1957 |

| «Локомотив» М | 1 – 0 | «Спартак» М |
| ------------- | ----- | ----------- |
| Бубукін 19'   | Звіт  |             |

| Центральний стадіон (Москва) Глядачів: 103 000 Арбітр: Микола Латишев (Москва) |